# Nuevo Ocoto Bajo
Nuevo Ocoto Bajo es un caserío peruano ubicado en el distrito de Tambogrande, perteneciente a la provincia y departamento de Piura, al norte del Perú. 

## Ubicación
Nuevo Ocoto Bajo se ubica al norte de la provincia de Piura, en el distrito de Tambogrande, en el departamento de Piura.

## Demografía
En 2017 Nuevo Ocoto Bajo tenía una población de 232 habitantes.